# Sébastien Carney
Pour les articles homonymes, voir Carney.
Sébastien Carney est un universitaire français né en 1971 et spécialisé dans l'étude du mouvement breton.

## Biographie
Il enseigne au lycée Vauban à Brest avant de devenir maître de conférences en histoire contemporaine à l'Université de Bretagne Occidentale, il est aussi associé au programme de recherche « Perceptions et interprétations du national-socialisme dans l'Europe germanophone et francophone entre 1919 et 1949 » du Centre d'Études Germaniques Interculturelles de Lorraine (CEGIL).
Il est un « chercheur spécialiste du nationalisme breton ». Il a, à ce titre, participé au volume collectif Toute l'Histoire de la Bretagne, des origines à la fin du XXe siècle, publié en 2003 aux éditions Skol Vreizh, sous la direction de Jean-Christophe Cassard et Jean-Jacques Monnier. Malgré sa participation à cet ouvrage, Carney critique violemment en 2022 le mouvement Ar Falz, les éditions Skol Vreizh et leurs contributeurs, dont Monnier et Cassard, dans un article intitulé Le roman national des nationalistes bretons, publié dans les Mémoires de la Société d'Histoire et d'archéologie de Bretagne. Carney y affirme ainsi que l'entreprise "entamée par Mordrel dès 1981 dans son Mythe de l'Hexagone, a été poursuivie par Le Mat avec Ils ont fait la France: contre-enquête, et plus récemment Jean-Jacques Monnier dans Le Peuple breton". Cela ferait donc de Monnier et de ses collègues des épigones des militants bretons nationalistes d'extrême-droite de jadis. Ar Falz publie ensuite un droit de réponse dans les Mémoires de la société d'Histoire et d'archéologie de Bretagne, obtenue après menaces de poursuites judiciaires, comme le signalent Bruno Isbled, directeur de la publication, et Sébastien Carney lui-même. B. Isbled quitte peu après la présidence de la SHAB.

## Ouvrages
Il publie Breiz Atao ! Mordrel, Delaporte, Lainé, Fouéré : une mystique nationale (1901-1948) en 2015 à partir de sa thèse de doctorat. Qualifié de « réussite » qui va « apporter de nouveaux éclairages dont on peut déjà affirmer qu’ils vont s’avérer incontournables pour toute tentative de compréhension de ce mouvement dans la première moitié du XXe siècle. » par David Bensoussan, Sébastien Carney y utilise le modèle des non-conformistes des années 30 de Jean-Louis Loubet del Bayle pour expliquer les trajectoires de plusieurs nationalistes bretons.